# Liste des maires de Saint-Joseph-de-Lévis
Cet article fournit la liste des maires de Saint-Joseph-de-Lévis qui est maintenant un des dix secteurs de la ville de Lévis dans la province de Québec au Canada.

## Les maires de Saint-Joseph-de-Lévis (1845-2002)
- Fondation de la municipalité de paroisse de Pointe-Lévis le 1er juillet 1845 qui deviendra plus tard la municipalité de paroisse de Saint-Joseph-de-la-Pointe-de-Lévy (Saint-Joseph-de-Lévis dans les années 1990-2000) en 1855 et qui s'est fusionnée avec la Ville de Lévis en 2002.

### Les maires de Pointe-Lévis (1845-1847)
1. Vacance à la mairie (1-7-1845 au ?-?-1845)
2. M. Horatio Nelson Patton (?.?.1845 au 1-9-1847)

- 1er septembre 1847, fusion de la municipalité de paroisse de Pointe-Lévis avec Saint-Joseph-de-la-Pointe-de-Lévy.

### Les maires de Saint-Joseph-de-la-Pointe-de-Lévy (1855-2002)
- Érection de la municipalité de paroisse de Saint-Joseph-de-la-Pointe-de-Lévy le 1er juillet 1855.
- La section nord (près du fleuve) de la municipalité de paroisse de Saint-Joseph-de-la-Pointe-de-Lévy se détache pour former le village de Lauzon le 1er janvier 1867

1. Vacance à la mairie (1-7-1855 au ?.?.1855).
2. M. Norbert Bourassa (?.?.1855 au ?.?.1858).
3. M. François Marcel Guay (?.?.1858 au ?.?.1864).
4. M. Pierre Bourget (?.?.1864 au ?.?.1866).
5. M. Cazimir Bourassa (?.?.1866 au ?.?.1870).
6. M. Amable Guay (?.?.1870 au ?.?.1872).
7. M. Amable Bilodeau (?.?.1872 au ?.?.1874).
8. M. Théodore Samson (?.?.1874 au ?.?.1877).
9. M. Théodore Guay (?.?.1877 au ?.?.1878).
10. M. Thomas Brulotte (?.?.1878 au ?.?.1880).
11. M. Amable Guay (?.?.1880 au ?.?.1885).
12. M. Vital Labrie (?.?.1885 au ?.?.1889).
13. M. Irénée Lagueux (?.?.1889 au ?.?.1893).
14. M. Moïse Leclerc (?.?.1893 au ?.?.1896)[1].

### Les maires auXXesiècle
1. M. Irenée Lagueux (?.?.1896 au ?.?.1902).
2. M. Hubert Guay (?.?.1902 au ?.?.1905).
3. M. Joseph Bourget (?.?.1905 au ?.?.1910).
4. M. Ernest Leclerc (?.?.1910 au ?.?.1917).
5. M. Louis Nolet (?.?.1917 au ?.?.1925).
6. M. Rosario Létourneau (?.?.1925 au ?.?.1933).
7. M. Émile Carrier (?.?.1933 au ?.?.1939).
8. M. Aurèle Carrier (?.?.1939 au ?.?.1944).
9. M. Omer Guay (?.?.1944 au ?.?.1947).
10. M. Aurèle Carrier (?.?.1947 au ?.?.1949).
11. M. Alphonse Leclerc (?.?.1949 au ?.?.1953).
12. M. Donat Carrier (?.?.1953 au ?.?.1959).
13. M. Bernard Gonthier (?.?.1959 au ?.?.1961).
14. M. Rosario Turgeon (?.?.1961 au ?.?.1962).
15. M. Robert Létourneau (?.?.1962 au ?.?.?).
16. M. Robert Létourneau (?.?.? au ?.?.1983).
17. M. Serge Bouchard (?.?.1983 au ?.?.1995).
18. M. Guy Plante (?.?.1995 au 1-1-2002)[2].

## Sources
- PADREM QUÉBEC - Saint-Joseph-de-la-Pointe-de-Lévy (paroisse) 1.7.1845-1.9.1847-1.7.1855-1.1.2002.
- Les archives de la Société d'histoire régionale de Lévis.